# Евлюшкин, Сергей
Сергей Евлюшкин (нем. Sergej Evljuskin; род. 4 января 1988, Алексеевка, Калининский район, Киргизская ССР) — немецкий и киргизский футболист, полузащитник.

## Биография
Родился в 1988 году в Киргизской ССР. Мать — казахстанская немка, отец — русский. В 1989 году семья переехала в Германию и поселилась в Брауншвейге у сестры бабушки Сергея.
С детства болел за дортмундскую «Боруссию», мечтал стать вратарём как Штефан Клос. В шесть лет попал в школу «Брауншвейга» (тренер Франк Менгерсен), стал играть в нападении. В тринадцать лет забил за сезон 98 мячей. В 2003 году в составе сборной Нижней Саксонии участвовал в турне по Болгарии. В 15 лет, уже играя в полузащите, перешёл в «Вольфсбург», параллельно учась в Брауншвейге. С 2003 года играл за юношеские сборные Германии, был капитаном сборных до 17 и до 19 лет. Победитель Мемориала Гранаткина 2006 года. Лауреат «Медали Фрица Вальтера» — приза лучшему молодому футболисту Германии — в 2005 и 2006 годах. В 2006 году подписал с «Вольфсбургом» профессиональный контракт, но по словам главного тренера Клауса Аугенталера, на тренировках был недостаточно хорош для того, чтобы сразу попасть в основу. Евлюшкин учился в школе в последнем классе и чаще всего тренировался с резервным составом. По словам тренера юниорской сборной Германии Франка Энгеля, в сборной до 17 лет Евлюшкин был лидером, но в возрастной категории до 19 лет начал отставать, стал запасным и не получил шанса заиграть в Бундеслиге. На юношеском чемпионате Европы 2007 Евлюшкин из четырёх матчей сборной сыграл только в одном — в третьем матче группового турнира против Сербии вышел на замену за 8 минут до конца игры. Из-за участия в чемпионате пропустил предсезонную подготовку и был отправлен во вторую команду «Вольфсбурга», но и там был позже посажен в запас. В сезоне 2009/10 был в заявке «Вольфсбурга» на Лигу чемпионов и Лигу Европы. Летом 2010 подписал контракт с клубом «Рот-Вайсс Эссен», который сразу же обанкротился. Перешёл в команду третьей лиги «Ганза» Росток, но сыграл только 18 игр, в которых выходил на замену на несколько минут. Сезон 2011/12 провёл в аренде в клубе третьей лиги «Бабельсберг 03». «Ганза» аннулировала контракт, а Евлюшкин отыграл в «Бабельсберге» следующий сезон, по ходу которого команда вылетела в четвёртую лигу. Сезон 2012/13 провёл в «Госларере» из региональной лиги «Север». С сезона 2013/14 выступал за клуб Региональной лиги «Юго-Запад» «Гессен-Кассель». С конца января 2021 — игрок ФК «Шёнинген».
В феврале 2015 был приглашён играть за сборную Кыргызстана. Получил паспорт, но из-за того, что его советское свидетельство о рождении было утеряно, ФИФА не разрешила менять футбольное гражданство.